# Otto Westphal (Chemiker)

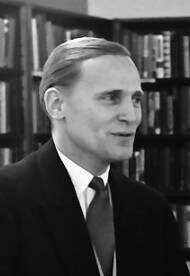
Otto Westphal (1960)

Otto Hermann Eduard Westphal (* 1. Februar 1913 in Berlin; † 14. September 2004 in Montreux) war ein deutscher Chemiker und Immunologe.

## Leben
Otto Westphal, Sohn des Physikers Wilhelm Westphal und seiner Frau Olga, geborene Meyer-Delius, studierte nach dem Schulbesuch in Salem von 1931 bis 1932 Chemie an der Universität Freiburg, danach an der TU und Universität Berlin. Nach der Machtübergabe an die Nationalsozialisten wurde Westphal 1933 Mitglied der NSDAP und der SS. An der Universität Heidelberg wurde er 1937 bei Karl Freudenberg zum Dr. rer. nat. promoviert. Danach war er in Heidelberg Wissenschaftlicher Assistent am Kaiser-Wilhelm-Institut für medizinische Forschung bei Richard Kuhn.
1941 habilitierte er sich an der Universität Heidelberg mit seinen Arbeiten über Hydrazin-Derivate. Ab 1942 war er Dozent am Chemischen Institut der Universität Göttingen und Leiter der Abteilung für Biochemie, wo er am Projekt der Notgemeinschaft der deutschen Wissenschaft „Blutgruppe“ mitarbeitete. Im Jahr 1946 bekam er das Angebot, in Säckingen ein Institut der Schweizer Wander AG, die als Hersteller von Ovomaltine bekannt ist, aufzubauen. 1952 wurde er an der Universität Freiburg außerordentlicher Professor und, nachdem Räumlichkeit und Ausstattung in Säckingen nicht mehr ausreichend waren, siedelte das Dr.-Wander-Institut 1956 nach Freiburg über, wo ein Neubau erstellt wurde.
1958 lehnte Westphal den Ruf auf den Lehrstuhl für Biochemie an der Universität Tübingen als Nachfolger von Adolf Butenandt ab. 1962 wurde das Dr.-Wander-Institut in Freiburg von der Max-Planck-Gesellschaft übernommen und Otto Westphal wurde Gründungsdirektor des neu geschaffenen Max-Planck-Institut für Immunbiologie.
Westphal war 1967 Gründungsmitglied der Deutschen Gesellschaft für Immunologie und deren Präsident von 1967 bis 1976.

## Werk
In seiner Freiburger Zeit galt das Hauptinteresse Westphals den endotoxischen Eigenschaften der Lipopolysaccharide. Daneben zählen die Chemie und Biologie bakterieller Kapselpolysaccharide (K-Antigene) und somatischer Antigene gramnegativer Bakterien, vor allem von Salmonellen und Colibakterien sowie die Tumorbiologie zu den Gebieten, auf denen Westphal bahnbrechende Forschungsergebnisse beitrug.
Neben seinen Forschungen übernahm Westphal zahlreiche Funktionen in wissenschaftlichen Fachgesellschaften, u. a. war er Wissenschaftliches Mitglied der Max-Planck-Gesellschaft.

## Familie
Otto Westphal war seit 1941 verheiratet mit Olga Gayling von Altheim, mit deren Tod 1987 das gleichnamige Adelsgeschlecht erlosch. Das Paar hatte zwei Kinder namens Nikolaus (* 1942 in Göttingen) und Katharina (* 1943), die sich seitdem von Gayling-Westphal nennen und adelsrechtlich anerkannt sind. Nikolaus von Gayling-Westphal war von 2009 bis 2018 Mitglied im Freiburger Stadtrat.

## Ehrungen
- 1961: Mitglied der Deutschen Akademie der Naturforscher Leopoldina
- 1964: Korrespondierendes Mitglied der Göttinger Akademie der Wissenschaften[4]
- 1965: Carus-Medaille der Leopoldina
- 1967: Ehrendoktor Dr. med. h. c. der Universität Gießen
- 1968: Paul-Ehrlich-und-Ludwig-Darmstaedter-Preis
- 1970: Mitglied der Heidelberger Akademie der Wissenschaften
- 1975: Mitglied der American Academy of Arts and Sciences

## Veröffentlichungen (Auswahl)
- mit Theodor Wieland und Heinrich Huebschmann: Lebensregler. Von Hormonen, Vitaminen, Fermenten und anderen Wirkstoffen. Societäts-Verlag, Frankfurt am Main 1941 (= Frankfurter Bücher. Forschung und Leben. Band 1).